# Goganga
Goganga è una canzone scritta nel 1963 da Giorgio Gaber.
Gaber la presentò nel 1968 a Canzonissima, con un'interpretazione giocata sulla mimica facciale e sui vari tic necessari per raccontare l'evolversi delle patologie del protagonista del brano.

## Storia e testo
Il testo è basato su un dialogo tra un medico e un paziente che è affetto da un tic e un difetto di pronuncia, in quanto fischia dopo ogni parola che dice, e per tale motivo si reca dal dottore per farsi curare; esso gli applica un dispositivo che ha creato apposta per i malati di "fischietto" e gli impone di rimanere in silenzio per tre giorni. Questa cura si rivela fallimentare, in quanto il problema si aggrava: tre giorni dopo, nonostante il medico gli dica di trovarlo in perfetta forma e gli rimuova l'apparecchio per la cura, il paziente smette di fischiare ma inizia a fare pernacchie dopo ogni parola, e conclude dicendo al medico "E sa cosa le dico?" per poi fargli una grossa pernacchia.
Il ritornello, totalmente nonsense e non legato al resto del testo, riprende il titolo e recita: "Goganga, goganga, goganganghinga, ghe gogongogangangonga, ghe gogongogangango". A causa della pernacchia finale la Commissione di ascolto della RAI, in un primo momento aveva bocciato il brano, che fu successivamente riammesso a seguito di una seconda seduta.
Da allora in poi nelle varie gag dei programmi di rivista si cominciò a sentire questo suono, di antica tradizione popolare e molto familiare soprattutto nell'Italia meridionale.

## Edizioni
La canzone uscì come Lato A del singolo Goganga/La ballata del pedone, pubblicato nel 1963 per la Dischi Ricordi, sotto la direzione dell'orchestra di Iller Pattacini . 
Il brano fu ripubblicato nell'ottobre del 1968 nel 45 giri Goganga/Il truccamotori, sotto la direzione dell'orchestra di Giorgio Casellato e Goganga/La balilla su matrici del 26 gennaio 1963 e 18 novembre 1964 e pubblicato con due copertine diverse, con l'orchestra di Iller Pattacini.
Sempre lo stesso anno fu inclusa nell'album Sai com'è.